# Pipunculus pumilionis
Pipunculus pumilionis är en tvåvingeart som beskrevs av Kuznetzov 1991. Pipunculus pumilionis ingår i släktet Pipunculus och familjen ögonflugor. Inga underarter finns listade i Catalogue of Life.